# Frasnes-lez-Buissenal
Frasnes-lez-Buissenal är en ort i Belgien.   Den ligger i provinsen Hainaut och regionen Vallonien, i den västra delen av landet, 60 km väster om huvudstaden Bryssel. Frasnes-lez-Buissenal ligger 38 meter över havet och antalet invånare är 10 936.
Terrängen runt Frasnes-lez-Buissenal är platt. Runt Frasnes-lez-Buissenal är det ganska tätbefolkat, med 129 invånare per kvadratkilometer.. Närmaste större samhälle är Tournai, 17,6 km väster om Frasnes-lez-Buissenal. 
Trakten runt Frasnes-lez-Buissenal består till största delen av jordbruksmark.